# Keleus
Keleus var i grekisk mytologi kung i Eleusis vid tiden för gudinnan Demeters besök. Gudinnan Demeter anlände i förklädnad till hans hov och tog tjänst som barnmorska. Hon försökte att göra kungens son odödlig men blev avbruten och misslyckades därför. Denna passage ur Demeterhymnen ligger till grund för de eleusinska mysterierna. Keleus hade två söner, Demofon och Triptolemos.